# Robert Wringham
Robert Wringham (eigentlich Robert Westwood; geboren am 28. November 1982 in Dudley, West Midlands in England) ist ein britischer Humorist und Kabarettist, der als Gründer und Herausgeber der Zeitschrift New Escapologist und als Buchautor internationale Aufmerksamkeit erlangte.

## Leben und Werk
Wringham bezeichnet seine Heimatgemeinde als einen trostlosen Ort, „obwohl es da ein schönes Schloss gibt. Und einen Zoo […]“. Seine Kindheit sei glücklich gewesen, er dachte sich ständig Geschichten aus und seine Schwester schaffte es nie, ihn beim Hippo-Flip zu besiegen. Der Vater war ursprünglich Bergmann und musste schließlich als Lastwagenfahrer den Unterhalt verdienen. Die Mutter arbeitete anfangs als Krankenschwester, später als Tagesmutter. Da sie dem Neuheidentum angehörte, „verbrachten wir die Ferien mit der Besichtigung von Steinkreisen und trafen eine Menge exzentrischer Leute.“
Im Jahr 2004 „flüchtete“ er nach Glasgow. Sein Pseudonym stammt aus James Hoggs Private Memoirs and Confessions of a Justified Sinner, einer schottischen Schauernovelle aus dem Jahr 1824, die erst sechzig Jahre später publiziert wurde. Als Stand-up-Comedian porträtiert er eine speziell auf ihn zugeschnittene Figur, einen schelmischen und etwas geckenhaften Städter, harter Arbeit abgeneigt und der Natur argwöhnisch gegenüberstehend. Wringham beschrieb seine Bühnenpersönlichkeit wie folgt: „Englischer Dandy trifft Hipster-Blödmann.“ Als Stegreif-Komödiant und Performance-Künstler trat er unter anderem im Traverse Theatre in Edinburgh, dem MainLine Theatre in Montreal und dem CCA Glasgow auf sowie bei Festivals wie dem Edinburgh Fringe und dem Montreal Infringement Festival. Gemeinsam mit Alan Bissett, Magi Gibson, Iain Heggie und Ian Macpherson gründete er DiscoMbObUlate, eine Nacht des Kabaretts und des gesprochenen Wortes – gewidmet humoristischer Literatur. Er war der erste Gastdarsteller in Stewart Laings The Salon Project im Traverse Theatre.
2007 gründete er das halbjährlich erscheinende Magazin New Escapologist, welches sich Auswegen aus dem Arbeitstrott widmet. Die Zeitschrift veröffentlichte und veröffentlicht Beiträge von oder Interviews mit Leo Babauta, Alain de Botton, Richard Herring, Tom Hodgkinson, Momus, Ewan Morrison, Luke Rhinehart, Will Self, Poly Styrene, Dave Thompson, Lord Whimsy und anderen Autoren, die sich für das Prinzip Lebensgenuss einsetzen. Im Magazin finden sich auch Sätze wie: „Consume less, work less is my advice. Become a Minimalist and be free.“ [Mein Rat lautet weniger konsumieren, weniger arbeiten. Werde Minimalist und sei frei.] Die Zeitschrift besteht aus einer Mischung von Humor, praktischen Informationen und moralischer Unterstützung für Menschen, die sich für einen unkonventionellen Lebensstil oder ein arbeitsfreies Leben entscheiden.
Weiters schreibt er satirische und essayistische Artikel für Zeitschriften und Websites wie HiLoBrow, The Idler, Playboy, für den British Comedy Guide, Splitsider und eine Reihe weiterer Publikationen. Seine Essays beziehen sich zumeist auf Vorfälle seines vorgeblich trägen und faulen Lebens. Für den Playboy schrieb er im Jahr 2014 über Rekonvaleszenz – „Bleib zuhause. Mach es Dir gemütlich. Es gibt in jeder Krankheit einen Silberstreifen.“ – und über Napping.
Wringham zählt zu den Mitkämpfern einer neuen Form der Kapitalismuskritik, die sich im 21. Jahrhundert neu formiert – fallweise unter Berufung auf historische, oftmals anarchistische Vorbilder, weltweit den Totalitarismus der Globalisierung und ihrer Wirtschaftspriorität anprangernd und Konsumverzicht propagierend. Diese Position wird zwar fallweise von Gruppen und Clustern vertreten, wie Attac, Global 2000 oder dem Berliner Zentrum für Karriereverweigerung, Haus Bartleby, gegründet von Alix Faßmann, Anselm Lenz und Jörg Petzold, zumeist jedoch von Einzelkämpfern in Wissenschaft und Publizistik. Zu weiteren prominenten Vertretern der Ausstiegsbewegung zählen beispielsweise der irisch-mexikanische Politikwissenschaftler John Holloway, der südkoreanisch-deutsche Philosoph Byung-Chul Han, der belgische Kulturphilosoph Raoul Vaneigem und der Schweizer Sozialforscher Kurt Wyss. Geeint wird die heterogene Bewegung durch die Forderungen nach einem Bedingungslosen Grundeinkommen und einer weltweiten Transaktionssteuer. Wringham zählt innerhalb dieser Bewegung zum dezenten Flügel, einerseits weil er zumeist die feine Klinge des Humors nutzt, andererseits weil seine Forderung nach einem Grundeinkommen in der Höhe von 600 bis 700 Euro als durchwegs bescheiden gilt.
Er ist seit 2014 mit seiner langjährigen Lebensgefährtin, der kanadischen Illustratorin und Kuratorin Samara Leibner, verheiratet. Seine Frau ist Art Director des New Escapologist und taucht fallweise als Antagonistin in seinen Publikationen auf. Das Paar lebt abwechselnd in Glasgow und Montreal.

## Bücher
Wringham hat seit 2012 vier Bücher vorgelegt, die letzten beiden sind auch auf Deutsch erschienen.

### You Are Nothing
Sein erstes Buch erschien im Verlag Go Faster Stripe und erzählt die Geschichte der dadaistischen Theatergruppe Cluub Zarathustra, die von 1994 bis 1997 bestand und der die Kabarettisten Julian Barratt, Kevin Eldon, Stewart Lee, Graham Linehan, Roger Mann, Simon Munnery, Sally Phillips und Johnny Vegas angehörten. Das Buch gilt als Mikro-Geschichte des Dadaistischen, geschrieben aus Wringhams Perspektive, der für dieses Buch Interviews mit den Gruppenmitgliedern und deren Publikum führte sowie Zeitungsausschnitte aus den 1990er Jahren und Fanzines auswertete. Aus der Arbeit der Gruppe ergab sich direkt die Fernsehserie Attention Scum! und die Entwicklung des Musicals Jerry Springer - The Opera und Wringham hält den Einfluss der Formation als prägend für die gesamte britische Comedy- und Kabarett-Landschaft bis in die Jetztzeit.

### A Loose Egg
2014 erschien eine Sammlung humoristischer, oft süffisanter Texte unter dem Titel A Loose Egg. Diese wurden zuvor in einer Vielzahl verschiedener Medien publiziert und Eric Echo stellte sie in die Tradition unverschämter Komik, wie sie von dem großen kanadischen Humoristen Eric Nicol (1919–2011) geprägt wurde: „Light and silly, it seems dedicated to no other purpose than to amuse people like me.“ [Leicht und dämlich, scheint dieses Buch keinen anderen Zweck zu verfolgen als Leute wie mich zu amüsieren]. Im Jahr 2015 wurde das Buch für die kanadische Leacock Medal nominiert, obwohl der Autor aus Großbritannien stammt.

### Escape Everything!

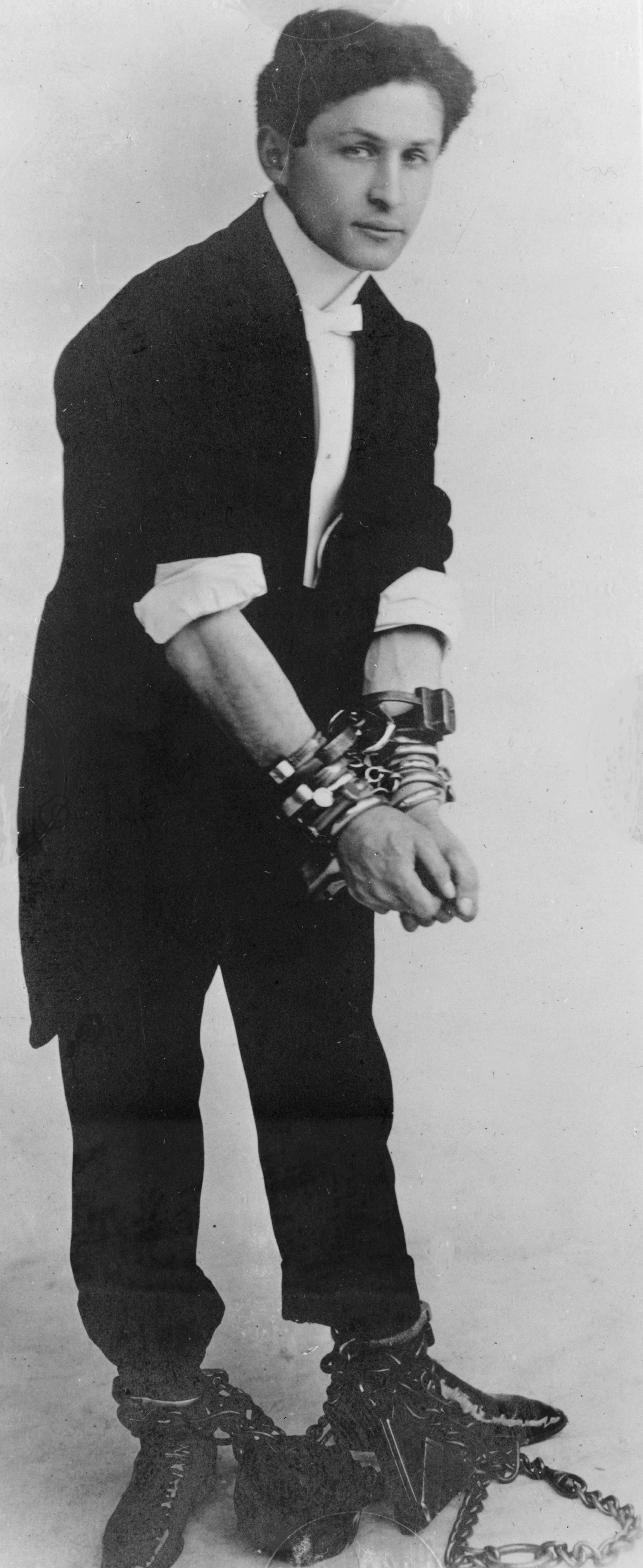
Harry Houdini ist am Cover des dritten Buches Wringhams abgebildet.

Das dritte Buch Wringhams stellt ein leidenschaftliches Plädoyer für Eskapismus dar, freilich nicht im klassischen Sinne der Wortbedeutung als Realitätsflucht oder „unbewusste Verweigerung gesellschaftlicher Zielsetzungen und Handlungsvorstellungen“, sondern in einer neuen Interpretation als bewusstem Aussteigertum und gezieltem Ignorieren der Zwänge von Kapitalismus und Konsumgesellschaft. In der Verlagsankündigung heißt es, einem Schlachtruf ähnelnd: „Escape from work. Escape from consumerism. Escape from despair.“ [Entkomme der Arbeit! Entkomme dem Konsumzwang! Entkomme der Verzweiflung!]
Die Gestaltung des englischsprachigen Buchumschlags illustriert und verdeutlicht auf dramatische Weise die Ausstiegsforderung durch eine Darstellung des Entfesselungskünstlers Harry Houdini in der Mitte, am Oberkörper, den Armen und den Füsseln strengstens gefesselt, untertitelt mit The Drudgery of Work [Die Schinderei der Arbeit]. Flankiert wird Houdini durch jeweils zwei Mal zwei gefesselte Hände, untertitelt mit Debt, Mortage, Consumerism und Loneliness [ Schulden, Hypothek, Konsumismus, Einsamkeit ]. Schriftarten und Illustrationen erinnern an Plakate des Art déco oder an Schilder der Pariser Métro aus dem frühen 20. Jahrhundert.
Ausgangspunkt des Buches ist die These der Falle, in der sich der Bürger der Jetztzeit befinde: „Gefangen im modernen Leben. Gefangen! Gefangen in Arbeit, Konsum, Stress, Schulden, Isolation und genereller Unzufriedenheit.“ Der Autor erinnert daran, dass wir durchschnittlich 87.000 Stunden unseres Leben in der Arbeit verbringen und weitere 5.000 auf dem Weg dorthin und wieder zurück, ungezählte weitere Stunden in der Vorbereitung auf die Arbeit, in der Sorge über die Arbeit und in Erholung von der Arbeit. „Die Mehrzahl von uns hasst den Job. Doch ohne Arbeit können wir uns all das nicht leisten von dem uns gesagt wird, dass wir es wollen und brauchen.“ Conclusio: „So around we go.“ Holzschnittartig wie die Illustration des Covers erinnert auch das Glücksversprechen des Aussteigertums an die politischen Ideologien des frühen 20. Jahrhunderts: „Become a modern-day Escapologist and freedom and happiness might be possible after all.“ [Werde ein neuzeitlicher Eskapist und Dir winken trotz allem Freiheit und Glück!] Die Wiener Tageszeitung Der Standard formuliert dieselbe Forderung etwas eleganter: „Dabei geht es ihm nicht um eine soziale Utopie, sondern um die Möglichkeit, bestimmte Dinge für sich zu erreichen. Frei nach Sartre: Die Position der Freiheit ist die anspruchsvollere, deswegen sollten wir sie einnehmen.“
Die Metapher Houdini – der Artist entkam aus Gefängniszellen, Zwangsjacken und sogar aus dem Inneren eines toten Wales – wird vom Autor gezielt eingesetzt als Versprechen des „richtigen Lebens“, jenseits der Fesseln des Arbeitsalltags. Über Houdini sagt der Autor, dessen Gesichtszüge denen Houdinis nicht unähnlich sind: „In seinem Zeitalter, vor hundert Jahren, kamen viele neue Technologien, von denen man glaubte, sie würden das Leben leichter machen: das Telefon, das Auto. Sie haben uns aber auch gefangen gesetzt.“ Die englische Originalausgabe wurde mittels Crowdfunding finanziert, erreichte 113 %, wurde vom Verlagshaus Unbound verlegt und von Penguin Random House vertrieben. Das Werbevideo dazu nutzte die Ouvertüre von Gioachino Rossinis Oper Guillaume Tell, welche wiederum als Titelmusik für die Fernsehserie The Lone Ranger (1949–1957) bekannt wurde. Womit zugleich zwei weitere Ikonen der Mediengeschichte, bewusst oder unbewusst, in den Dienst des Aussteigertums gestellt wurden – der Schweizer Freiheitskämpfer Wilhelm Tell und der totgeglaubte Ranger, der als „maskierter Rächer gegen das Verbrechen“ durch die Gegend zieht.
Die deutschsprachige Website der Verlagsgruppe Random House bezeichnet Wringham als „Entfesselungsexperten“, allerdings unter Anführungszeichen.

### The Good Life for Wage Slaves
2020 erschien Robert Wringhams Werk The Good Life for Wage Slaves: How to Live Beautifully as a White-Collar Drudge, das nahezu zeitgleich auch auf Deutsch unter dem Titel Das gute Leben. Wie Sie trotz Ihres öden Jobs glücklich sein können erschien. Nach Auskunft des Verlages gibt dieses Buch „Hilfestellungen und Anregungen, wie man seine Arbeit mit dem, was Robert Wringham das Gute Leben nennt, kombinieren kann.“

## Die vier Neins
„Also:
- Ich habe kein Auto. Das ist schon einmal grundlegend. Ich gehe sehr viel zu Fuß.
- Ich habe kein Haus, sondern wohne zur Miete.
- Und ich habe kein Mobiltelefon. Das sind die drei wesentlichen Neins. Wenn ich ein Problem habe, gehe ich spazieren.
- Wir haben auch keinen Fernseher, gehen aber in Programmkinos. Ich schaue mir europäische Filme an, die in Glasgow kaum jemand sehen will. Die sind billig. Wir lesen einander auch vor, meine Frau und ich.“

## Publikationen
- Robert Wringham: You Are Nothing. Go Faster Stripe, Cardiff 2012, ISBN 978-0-9560901-2-6, S. 194 (englisch).
- Robert Wringham: A Loose Egg. Eggs Press, Montreal 2014, ISBN 978-0-9939318-0-2, S. 144 (englisch).
- Robert Wringham: Escape Everything! Unbound, London 2016, ISBN 978-1-78352-133-3 (englisch).
- Robert Wringham: Ich bin raus. (Deutsche Ausgabe von Escape Everything!). Heyne Encore, München 2016, ISBN 978-3-453-27080-0 (englisch).
- Robert Wringham: The Good Life for Wage Slaves: How to Live Beautifully as a White-Collar Drudge. Ponies + Horses Books, 2020, ISBN 978-1-910631-73-7 (englisch).
- Robert Wringham: Das gute Leben: Wie Sie trotz Ihres öden Jobs glücklich sein können (Deutsche Ausgabe von The Good Life for Wage Slaves). Heyne Verlag, München 2020, ISBN 978-3-453-27195-1.
- Robert Wringham: Stern Plastic Owl. Go Faster Stripe, Cardiff 2021, ISBN 978-0-9560901-9-5.

## Auszeichnung
- 2015: Nominierung für die Stephen Leacock Memorial Medal for Humour (für sein Buch A Loose Egg)